# Sanctuaire du Saint-Sacrement
Le sanctuaire du Saint-Sacrement est un sanctuaire catholique du diocèse de Montréal dont l'animation spirituelle a été confiée aux fraternités monastiques de Jérusalem. Il a été construit en 1890 par les pères du Saint-Sacrement. Il est situé au 500, avenue du Mont-Royal, dans l'arrondissement du Plateau-Mont-Royal à Montréal. 

## Histoire

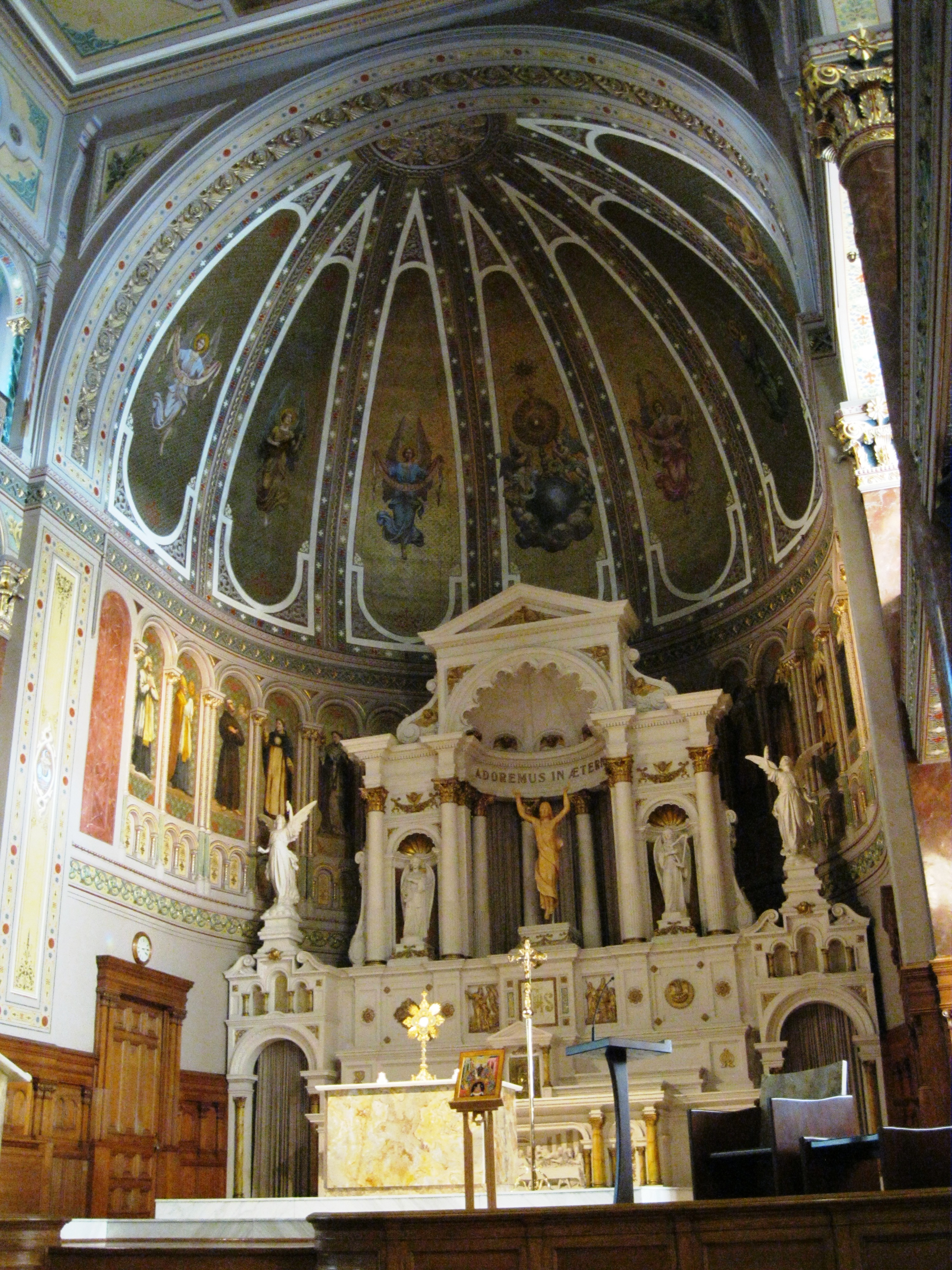
Intérieur du sanctuaire

Le sanctuaire a été fondé par les pères Albert Tesnières et Eugène Prévost. Il a été soutenu dès le départ par Mgr Édouard-Charles Fabre. Il est dédié à l'exposition et à l'adoration perpétuelle du Saint-Sacrement. Bâti par l'architecte Jean-Zéphirin Resther, il est initialement nommé en l'honneur de saint Pierre-Julien Eymard. 
En 1901, plusieurs verrières sont installées par l'architecte Delphis-Alphonse Beaulieu et le sanctuaire est inauguré en 1908. Le sanctuaire accueille le congrès eucharistique de Montréal en 1910. En 1914, une statue dédiée à Notre-Dame du Saint-Sacrement est réalisée à Rome par Antonio Galli.
En 1915, un maître-autel, des tableaux et des décorations de Toussaint-Xénophon Renaud, Georges Delfosse et Henri Perdriau sont ajoutés et l'orgue Casavant est agrandi. Le sanctuaire acquiert le statut de paroisse en 1926. Il est réaménagé par Narcisse Poirier en 1937.
En 1979, il obtient le statut de monument historique. Des dommages importants surviennent à la suite d'un incendie en 1982. Il est toutefois réparé l'année suivante en 1983. Les pères du Saint-Sacrement laissent le bâtiment à l'évêché en 2000.